# Stara Wieś (Czyżów)
Stara Wieś – część  wsi Czyżów w Polsce, położona w województwie świętokrzyskim, w powiecie kieleckim, w gminie Łagów.
W latach 1975–1998 Stara Wieś należała administracyjnie do województwa kieleckiego.